# Monte alto del suroeste de Arabia
El monte alto del suroeste de Arabia es una ecorregión de la ecozona afrotropical, definida por WWF, que se extiende por las montañas del oeste de Yemen y el suroeste de Arabia Saudita.

## Descripción
Es una ecorregión de matorral xerófilo montano que ocupa 86.900 kilómetros cuadrados por encima de los 2.000 m s. n. m. en los montes Asir del suroeste de Arabia Saudita y en las montañas del oeste de Yemen. Por debajo de los 2.000 metros limita con la sabana de piedemonte del suroeste de Arabia.

## Flora
La diversidad florística es muy elevada, con más de 2.000 especies catalogadas. La flora varía con la altitud. Entre los 2.000 y los 2.500 metros predomina el monte alto y el matorral siempreverdes, donde abundan el olivo silvestre Olea chrysophylla y la asterácea Tarchonanthus camphoratus. Por encima de los 2.500 metros, en la vertiente norte, más húmeda, se encuentran bosques nublados, formados por grandes arbustos y pequeños árboles, principalmente la sabina Juniperus procera y Euryops arabicus, cubiertos por el liquen Usnea articulata; en la vertiente sur, más seca, es común el monte bajo formado por arbustos enanos: la zarza Rubus petitianus, el rosal Rosa abyssinica, Alchemilla crytantha, Senecio spp., la flor de papel Helichrysum abyssinicum, el aloe Aloe sabae y Euphorbia ssp..

## Fauna
Se han catalogado 34 especies de mamíferos, 245 de aves, 41 de reptiles y 7 de anfibios. El leopardo árabe (Panthera pardus nimr) y el lobo árabe (Canis lupus arabs) son dos subespecies en peligro crítico de extinción. También cabe citar el hamadríade (Papio hamadryas), el caracal (Caracal caracal), el damán de El Cabo (Procavia capensis) y la hiena rayada (Hyaena hyaena).

## Endemismos
Se conocen unos 170 endemismos vegetales.

## Estado de conservación
Vulnerable. Las principales amenazas son el pastoreo, la erosión causada por el cultivo en terrazas, la deforestación y la caza.